# 天目山路站
天目山路站是青岛地铁1号线的地铁车站，位于中华人民共和国山东省青岛市黄岛区长江东路与天目山路交叉口东侧，于2021年12月30日开通。

## 车站结构
天目山路站位于长江东路与天目山路交叉口东侧，沿长江东路设置，呈东西走向，为地下两层岛式站台车站，车站长188.75米，标准段宽20.9米，车站地下一层为站厅层，地下二层为站台层，站台设置全高站台门。
| 地面              | 出入口 | A、C、D出入口                                                                                       |
| 地下一层          | 站厅   | 客服中心、自动售票机、验票机                                                                        |
| 地下二层          | 站台   | \| \| \| 1号线往王家港（薛家岛） \| \| 島式 · 開左邊车门 \| \| \| \| \| \| 1号线往东郭庄（安子） \| |
|                   |        | 1号线往王家港（薛家岛）                                                                             |
| 島式 · 開左邊车门 |        | |
|                   |        | 1号线往东郭庄（安子）                                                                               |

## 出入口
天目山路站目前开放3个出入口，各出口及周围设施如下所示：
| 编号                | 指示                         | 建议前往的目的地           | 图片 |
| ------------------- | ---------------------------- | -------------------------- | ---- |
| A · 出口            | 长江东路(北)                 | 青岛西海岸新区育才初级中学 |      |
| C · 出口 · （设有） | 长江东路(南)，嘉陵江东路(西) | 金沙滩啤酒城               |      |
| D · 出口            | 长江东路(南)                 |                            |      |
| 图例： 设有         |                              |                            |      |

## 接驳交通

### 公交车
- 天目山路地铁站：K1路，K3路，L1路，东1路，东2路，黄岛18路，黄岛18路定时快车，黄岛18路嘉陵江东路区间车，黄岛60路，黄岛802路，黄岛803路，黄岛808路，黄岛东1路定时快车

## 车站历史
本站工程名与正式站名均为天目山路站，以车站西侧的天目山路命名。
- 2021年12月30日，车站随1号线南段通车开通[1]。